# Robert Brett
Robert Brett (ur. 11 września 1808 prawdopodobnie w Luton, zm. 3 lutego 1874 w Londynie) – brytyjski chirurg i działacz religijny.

## Życiorys
Był synem rolnika Johna Bretta i jego żony Marthy. Ochrzczono go Luton w lutym 1809. Zatrudnił się w Szpitalu Świętego Jerzego w Londynie i zdał egzaminy medyczne w 1830. Następnie prawdopodobnie objął kilka stanowisk w tym szpitalu. Był osobą religijną, zamierzał przyjąć święcenia kapłańskie i wyjechać za granicę jako misjonarz, jednak odradzono mu ten krok, w związku z czym kontynuował wykonywanie swojego zawodu. Po śmierci żony był asystentem chirurga Samuela Reynoldsa, którego siostrę poślubił i z którym zawarł czteroletnią spółkę. Kontynuował praktykę w Stoke Newington aż do śmierci. Jego motto brzmiało „Pro Ecclesia Dei”.
Zwrócił uwagę na zły stan ruin opactwa św. Augustyna w Canterbury, co zapoczątkowano jego odbudowę i utworzenie tam Kolegium Misyjnego św. Augustyna. Był głównym inicjatorem budowy kościoła w Stoke Newington, podobnie jak później w Haggerston i St. Faith’s. Założył cech św. Łukasza dla lekarzy współpracujących z duchowieństwem. Był też autorem szesnastu książek religijnych. Pochowano go na cmentarzu Tottenham 7 lutego 1874.